# Irish Draught

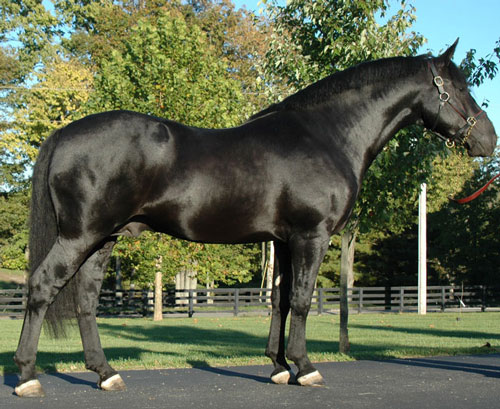
Iers trekpaard

De Irish Draught of het Ierse trekpaard is het nationale paardenras van Ierland en werd oorspronkelijk gefokt als trekpaard. Tegenwoordig zijn ze erg populair door de kruisingen met Engelse vol- en warmbloeden, waardoor het Ierse Sportpaard (Ierse Hunter) is ontstaan. Deze doen het bijzonder goed op de hoogste niveaus van springen en cross country.

## Eigenschappen
Het Ierse trekpaard is een warmbloedpaard met een schofthoogte tussen 158 en 170 cm. Het is een steviggebouwd en goedgespierd tuigpaard op krachtige harde benen met grote hoeven. De paarden hebben een lange hals en een vrij groot hoofd, niet al te edel maar met prettige uitstraling en vriendelijke ogen en grote oren. Vachtkleuren zijn veelal bruin, voskleur en schimmel. Kleine aftekeningen zijn toegestaan maar te veel wit aan de benen is ongewenst. De paarden kunnen worden gebruikt als rijdier en als trekdier. Ze zijn ook zeer geschikt voor jachtritten.

## Geschiedenis
Het ras stamt af van de Irish Hobby, een verdwenen ras van kleine telgangers dat verschillende overeenkomsten vertoont met de primitieve paarden zoals de Garrano en de Sorraia uit Noord-Spanje en Portugal. Krijgspaarden werden naar Ierland gebracht gedurende de Anglo-Normandische invasies en deze werden met de lokale dieren gekruist. Er werd later ook Iberisch bloed toegevoegd toen de Spaanse paarden van de gezonken Armada hun weg vonden naar de kust bij Cork en het zuidwesten van Ierland. Clydesdales, Engelse volbloeden en kruisingen hiervan werden gekruist met de lokale Draughtmerries in de 19e en aan het begin van de 20e eeuw. Er werd ook nog een klein beetje van de Connemara toegevoegd en zo werd het Ierse Trekpaard geboren zoals we hem nu kennen.
Dit ras werd gefokt om volgzaam te zijn, maar wel sterk. Er werd van ze verwacht dat ze niet alleen het zware werk op de boerderijen konden doen, zoals ploegen en karren trekken, maar ook dat ze gebruikt konden worden als jacht- en rijpaarden. Gedurende de Europese oorlogen werden ze zelfs ingezet als artilleriepaarden. Irish Draughts werden gefokt zodat ze simpel te houden waren, ze konden gedijen op gras en op wat gekookte rapen, haver en verdere overblijfselen. 
Het Ierse parlement ging zich er aan het begin van de 20e eeuw mee bemoeien, ze wilden een beter paard promoten. Ze gaven subsidies en introduceerden een registratieboek voor hengsten in 1907 en in 1911 een boek voor merries. Hierbij kwamen dan ook de inspecties voor de registratie. Een stamboek werd geopend door het Ministerie van Agricultuur in 1917, waarbij 375 merries en 44 hengsten werden geselecteerd als stamdieren. Clydesdales werden geïmporteerd uit Groot-Brittannië om aan de grote vraag aan trekpaarden te voldoen in de agrisectors en voor goederenvervoer in Dublin en andere grote steden. De Clydesdale werd gekruist met het Ierse trekpaard in deze gebieden, waarbij een dier ontstond dat kleiner maar grover was. Door het kruisen met de Clydesdale was er een duidelijke vermindering qua uithoudingsvermogen en houding, daarom werd er niet meer gekruist met deze paarden. Kruisingen met Engelse volbloeden zorgden voor een fijnere bouw, betere schouders en een groter uithoudingsvermogen.
Het aantal van de Irish Draught steeg voor een tijdje, maar de aantallen liepen terug door het aantal overlijdens gedurende de oorlogen en de mechanisatie tijdens de 20e eeuw. Duizenden paarden werden elke week verkocht aan het slachthuis of werden verkocht om tractors te kopen. In 1976 kwam er een kleine groep Ierse fokkers samen en vormden de Irish Draught Horse Society met als doel het ras te behouden. In 1979 werd er een tak gevormd in Groot-Brittannië. Er was een tak gevormd in 1976 om de niet-trekpaarden te promoten, maar deze werd opgeheven in 1980. De Irish Horse Board (IHB) werd gesticht in 1993 en verzorgt de administratie voor het Ierse paardenregister, het Ierse sportpaardenstamboek en het Ierse trekpaardenstamboek. Dit gebeurt in opdracht van het ministerie van landbouw. 
Sinds het springen in Ierland een groei heeft gehad, zijn de Ierse trekpaardmerries erg populair voor kruisingen. Ze staan er bekend om uitstekende crosscountry- en springpaarden voort te brengen die geëxporteerd worden over de hele wereld. Tegenwoordig wordt de Irish Draught nog steeds gebruikt voor het produceren van sportpaarden. De populairste kruising is de kruising tussen de Engelse volbloedhengst en een raszuivere of kruising van een Iers trekpaard. De merrie geeft botstructuur, volume en een gevoelig temperament door aan haar nakomelingen. Het ras wordt ook gebruikt voor de jacht en showmanship, maar ze zijn zelf ook uitstekende springpaarden. Omdat ze zulke kalme maar sterke paarden zijn, zijn de Ierse trekpaardruinen erg populair onder de politiekorpsen in Groot-Brittannië en Ierland. 
Ironisch genoeg is de populariteit van de Irish Draught voor de productie van sportpaarden ook een risico voor het ras. Vele merries zijn nooit gekruist met een raszuivere hengst om de populatie van het Ierse trekpaard in stand te houden. Agressieve selectie voor springkwaliteiten heeft de keuze aanzienlijk verminderd, door terugkruisingen in populaire bloedlijnen is er weinig genetische diversiteit over. Het Ierse trekpaard is daardoor een bedreigd ras geworden. In 2009 werd het ras onder toezicht gesteld op een Amerikaanse lijst die bijzondere rassen in stand wil houden. De Irish Draught Horse Society of Ireland heeft met support van de Royal Dublin Society en technische ondersteuning van de Irish Cattle Breeding Federation een onderzoek opgestart om de genetische diversiteit te verbeteren en het ras met zijn traditionele kenmerken te behouden en te verbeteren. 